# Północ (Szczecin)
Północ – dzielnica obejmująca północną część miasta Szczecina, która grupuje 7 jednostek pomocniczych miasta – osiedli. Według danych z 27 marca 2016 w dzielnicy zameldowanych na pobyt stały było 56 404 osób.
W latach 1954–1975 nosiła nazwę "Nad Odrą". Obecna dzielnica została ustanowiona w 1990 roku.
     Północ
     Zachód
     Śródmieście
     Prawobrzeże
Graniczy z dzielnicami:
- Zachód na zachodzie,
- Śródmieście na południu,

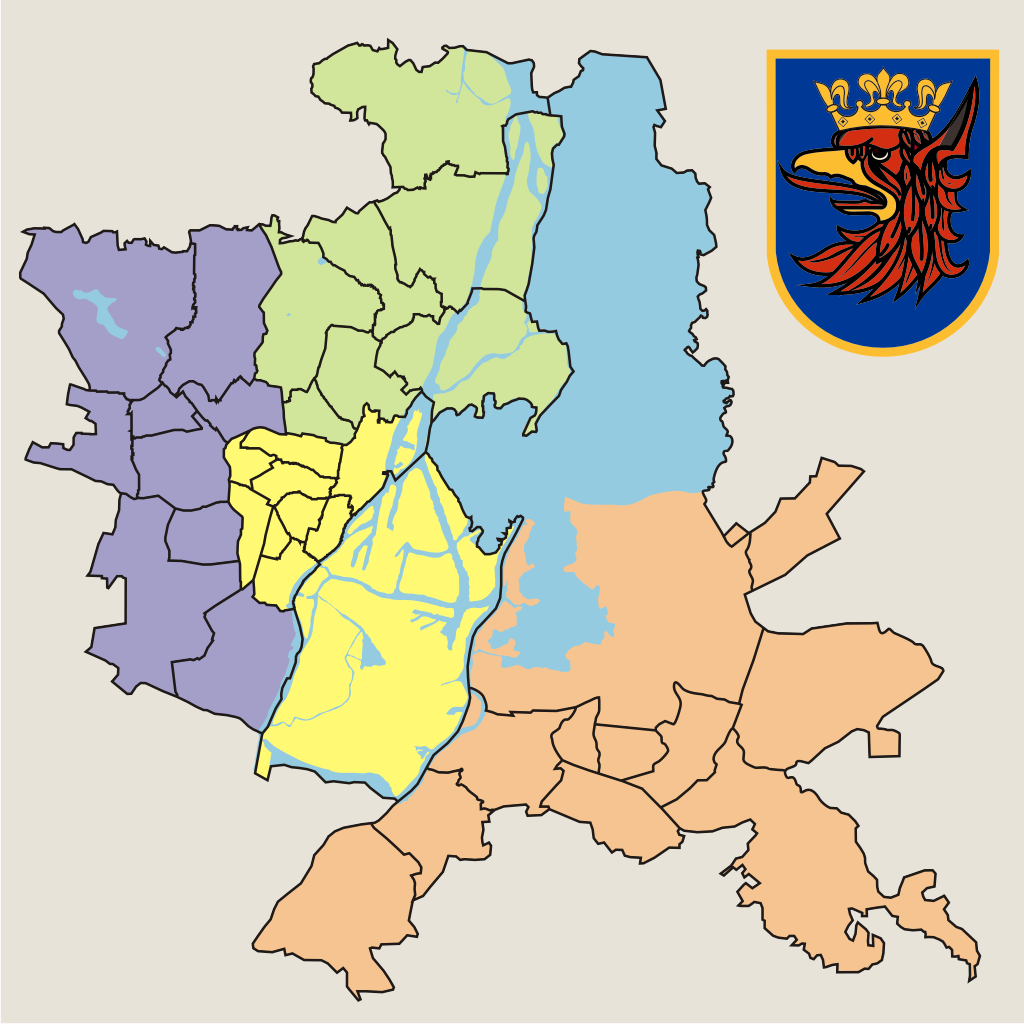
Dzielnice Szczecina:
Północ
Zachód
Śródmieście
Prawobrzeże

oraz z gminą i miastem Police na północy.
Na wschodzie przylega do jeziora Dąbie.
Przez obszar dzielnicy przepływa rzeka Odra.

## Osiedla
Składa się z 7 osiedli administracyjnych:
- Bukowo
- Golęcino-Gocław
- Niebuszewo
- Skolwin
- Stołczyn
- Warszewo
- Żelechowa